# Liste der Naturdenkmale in Braunshorn
Die Liste der Naturdenkmale in Braunshorn nennt die im Gemeindegebiet von Braunshorn ausgewiesenen Naturdenkmale (Stand 13. Mai 2024).

## Naturdenkmale
| Nr.         | Bezeichnung    | Lage                                                 | Beschreibung | Bild                                    |
| ----------- | -------------- | ---------------------------------------------------- | ------------ | --------------------------------------- |
| ND-7140-018 | Napoleonseiche | Ebschied, südlich des Ortes; Abteilung Großloos Lage | Quercus sp.  | Direkt Bild zu diesem Denkmal hochladen |

## Ehemalige Naturdenkmale
| Nr. | Bezeichnung | Lage                                                                    | Beschreibung    | Bild                                    |
| --- | ----------- | ----------------------------------------------------------------------- | --------------- | --------------------------------------- |
|     | Dicke Buche | Dudenroth, nördlich des Ortes; Abteilung Am Bayerweg am Thomasborn Lage | Fagus sylvatica | Direkt Bild zu diesem Denkmal hochladen |